# おはよう (アルバム)
『おはよう』は、岡崎律子の4thアルバムである。1998年11月6日にスターチャイルドから発売された。

## 概要
- 前作『Ritzberry Fields』とは打って変わり、一部の楽曲を除きオリジナルの楽曲を中心に収録されている。

### 楽曲解説
- 「愛すべき明日」は、テレビアニメ『フルーツバスケット』のイメージアルバムに新録盤が収録された。2017年に林原めぐみがカバーし岡崎律子トリビュートアルバム『with you』に収録された。
- 「シンシア・愛する人（New Recording）」は、テレビアニメ『アキハバラ電脳組』の挿入歌として使用された楽曲で、同作品のサウンドトラックに収録されたが、今作に収録されている音源は別アレンジである。
- 「Good Luck!」は、林原めぐみのアルバム『Irāvatī』に提供した楽曲のセルフカバーである。

## 収録曲
| 全作詞・作曲: 岡崎律子。 |                                         |           |            |            |      |
| #                        | タイトル                                | 作詞      | 作曲・編曲 | 編曲       | 時間 |
| 1.                       | 「おはよう」                            | 岡崎律子  | 岡崎律子   | 長谷川智樹 | 3:20 |
| 2.                       | 「愛すべき明日」                        | 岡崎律子  | 岡崎律子   | 長谷川智樹 | 3:54 |
| 3.                       | 「ひとりではつまらない」                | 岡崎律子  | 岡崎律子   | 長谷川智樹 | 4:23 |
| 4.                       | 「June」                                | 岡崎律子  | 岡崎律子   | 蓮沼健介   | 4:48 |
| 5.                       | 「シンシア・愛する人（New Recording）」 | 岡崎律子  | 岡崎律子   |            | 4:26 |
| 6.                       | 「青空」                                | 岡崎律子  | 岡崎律子   | 長谷川智樹 | 4:49 |
| 7.                       | 「電話をちょうだいね」                  | 岡崎律子  | 岡崎律子   | 長谷川智樹 | 3:41 |
| 8.                       | 「春が来た」                            | 岡崎律子  | 岡崎律子   | 長谷川智樹 | 4:18 |
| 9.                       | 「Good Luck!」                          | 岡崎律子  | 岡崎律子   | 光宗信吉   | 4:32 |
| 10.                      | 「仲なおり」                            | 岡崎律子  | 岡崎律子   | 長谷川智樹 | 6:28 |
| 合計時間:                | 合計時間:                               | 合計時間: | 44:39      |            |      |